# Eurovision: Europe Shine a Light
Eurovision: Europe Shine a Light war eine Live-Fernsehsendung, die von der Europäischen Rundfunkunion (EBU) organisiert und von den niederländischen Sendern AVROTROS, NOS und NPO produziert wurde. Sie ersetzte den Eurovision Song Contest 2020, der in Rotterdam, Niederlande, stattfinden sollte, aber aufgrund der COVID-19-Pandemie abgesagt wurde.
Die Show wurde am 16. Mai 2020 live aus Hilversum, Niederlande, übertragen und dauerte ungefähr zwei Stunden.

## Austragungsort
Am 1. April 2020 wurde Hilversum als Austragungsort der Veranstaltung und Studio 21 im Media Park als Veranstaltungsort bestätigt. Es war das zweite Mal, dass Hilversum eine Eurovision-Veranstaltung veranstaltete, nachdem dort der Eurovision Song Contest 1958 veranstaltet worden war.

## Format

### Konzept
Während des ungefähr zweistündigen Programms wurden alle 41 Songs, die für die Teilnahme am Eurovision Song Contest 2020 ausgewählt worden waren, in einem nicht wettbewerbsorientierten Format vorgestellt. Teilnehmer aus den vergangenen Jahren waren auch eingeladen, bekannte Eurovision-Songs zu spielen.
Laut Veröffentlichung der EBU am 16. April 2020 sollte es bei der Sendung einige Überraschungen geben. Ebenso sollten alle 41 Interpreten, die 2020 für ihre jeweiligen Länder an den Start gegangen wäre, virtuell zusammen den Titel Love Shine a Light von Katrina and the Waves singen, die damit 1997 den Song Contest für das Vereinigte Königreich gewonnen hatten. Auch die Fans des Eurovision Song Contests erhielten eine Rolle in der Sendung. Sie sangen virtuell als Chor zusammen den Titel What's Another Year von Johnny Logan, der mit dem Titel den Eurovision Song Contest 1980 für Irland gewonnen hatte.

### Moderation
Die Gastgeber der Sendung waren Chantal Janzen, Edsilia Rombley und Jan Smit, die ursprünglich ausgewählt worden waren, um den Eurovision Song Contest 2020 zu präsentieren. Die Webvideoproduzentin Nikkie de Jager (auch bekannt als NikkieTutorials) sollte für die Sendung Webvideos produzieren.

## Ablauf

### Auftritte
Insgesamt zehn verschiedene Auftritte wurden in der Sendung präsentiert.
| Startnr. | Land                          | Interpret                                        | Lied Musik (M) und Text (T)                                                       | Ort                      |
| -------- | ----------------------------- | ------------------------------------------------ | --------------------------------------------------------------------------------- | ------------------------ |
| 01       | Irland                        | Johnny Logan                                     | What’s Another Year M/T: Shay Healy                                               | Dublin                   |
| 01       | Niederlande                   | Chantal Janzen, Jan Smit und Edsilia Rombley     | What’s Another Year M/T: Shay Healy                                               | Studio 21, Hilversum     |
| 02       | Schweden                      | Måns Zelmerlöw                                   | Heroes M/T: Linnea Deb, Joy Deb, Anton Hård af Segerstad                          | London                   |
| 03       | Israel                        | Gali Atari                                       | Hallelujah M: Kobi Oshrat; T: Shimrit Orr                                         | Jerusalem                |
| 03       | Niederlande                   | Finalisten vom Junior Songfestival 2018 und 2019 | Hallelujah M: Kobi Oshrat; T: Shimrit Orr                                         | –                        |
| 04       | Italien                       | Diodato                                          | Nel blu dipinto di blu M: Domenico Modugno; T: Domenico Modugno, Franco Migliacci | Mailand                  |
| 05       | Serbien                       | Marija Šerifović                                 | Molitva M: Vladimir Graić; T: Saša Milošević Mare                                 | Belgrad                  |
| 06       | Niederlande                   | Rotterdams Philharmonisch Orkest                 | Love Shine a Light (Instrumental) M/T: Kimberley Rew                              | Verschiedene Orte        |
| 07       | Deutschland                   | Michael Schulte                                  | Ein bißchen Frieden M: Ralph Siegel; T: Bernd Meinunger                           | Friedenspalast, Den Haag |
| 07       | Niederlande                   | Ilse DeLange                                     | Ein bißchen Frieden M: Ralph Siegel; T: Bernd Meinunger                           | Friedenspalast, Den Haag |
| 08       | Israel                        | Netta                                            | Cuckoo M/T: Netta                                                                 | Tel Aviv                 |
| 09       | Niederlande                   | Duncan Laurence                                  | Someone Else M/T: Duncan Laurence                                                 | Studio 21, Hilversum     |
| 10       | Teilnehmerländer des ESC 2020 | Interpreten des ESCs 2020                        | Love Shine a Light M/T: Kimberley Rew                                             | Verschiedene Orte        |
| 10       | Vereinigtes Königreich        | Katrina Leskanich                                | Love Shine a Light M/T: Kimberley Rew                                             | Verschiedene Orte        |

1. ↑  Lediglich die belgische Band Hooverphonic nahm nicht teil.

### Lieder vom ESC 2020
Um die Interpreten sowie deren Lieder des abgesagten Eurovision Song Contests 2020 zu ehren, wurden in fünf Segmenten je 30 Sekunden des Liedes eines Landes gezeigt. Nach diesen Liedausschnitt gab es kurze Videobotschaften der 41 Interpreten des Song Contests 2020.
| Startnr.        | Land                   | Interpret                        | Lied Musik (M) und Text (T) | Sprache                                                                | Übersetzung (inoffiziell) |
| --------------- | ---------------------- | -------------------------------- | --- | ---------------------------------------------------------------------- | ------------------------- |
| Erstes Segment  |                        |                                  | |                                                                        |                           |
| 01              | Israel                 | Eden Alene עדן אלנה              | Feker Libi M/T: Doron Medalie, Idan Raichel | Englisch, Hebräisch, Amharisch, Arabisch, Konstruierte Sprache         | Geliebt                   |
| 02              | Norwegen               | Ulrikke                          | Attention M/T: Christian Ingebrigtsen, Kjetil Mørland, Ulrikke Brandstorp | Englisch                                                               | Aufmerksamkeit            |
| 03              | Russland               | Little Big                       | Uno M/T: Little Big | Englisch, Spanisch                                                     | Eins                      |
| 04              | Georgien               | Tornike Kipiani თორნიკე ყიფიანი  | Take Me as I Am M/T: Tornike Kipiani | Englisch mit Zeilen auf Deutsch, Französisch, Italienisch und Spanisch | Nimm mich wie ich bin     |
| 05              | Frankreich             | Tom Leeb                         | Mon Alliée (The Best in Me) M: Peter Boström, Thomas G:son, John Lundvik; T: Peter Boström, Thomas G:son, John Lundvik, Tom Leeb, Amir Haddad, Lea Ivanne                                                  | Französisch, Englisch                                                  | Das Beste in mir          |
| 06              | Aserbaidschan          | Efendi Əfəndiyeva                | Cleopatra M/T: Luuk van Beers, Alan Roy Scott, Sarah Lake | Englisch mit Mantra auf Japanisch                                      | –                         |
| 07              | Portugal               | Elisa                            | Medo de Sentir M/T: Marta Carvalho | Portugiesisch                                                          | Angst, zu fühlen          |
| 08              | Litauen                | The Roop                         | On Fire M: Vaidotas Valiukevičius, Robertas Baranauskas, Mantas Banišauskas; T: Vaidotas Valiukevičius | Englisch                                                               | Am Brennen                |
| 09              | Schweden               | The Mamas                        | Move M/T: Herman Gardarfve, Melanie Wehbe, Patrik Jean | Englisch                                                               | Bewegen                   |
| Zweites Segment |                        |                                  | |                                                                        |                           |
| 10              | Lettland               | Samanta Tīna                     | Still Breathing M: Samanta Tīna; T: Aminata Savadogo | Englisch                                                               | Immer noch am Atmen       |
| 11              | Belgien                | Hooverphonic                     | Release Me M: Alex Callier, Luca Chiaravalli; T: Alex Callier | Englisch                                                               | Lass mich los             |
| 12              | Vereinigtes Königreich | James Newman                     | My Last Breath M/T: James Newman, Adam Argyle, Ed Drewett, Iain James | Englisch                                                               | Mein letzter Atemzug      |
| 13              | Belarus                | VAL                              | Da widna Да відна M: Vladislav Pashkevich, Valery Grybusava; T: Nikita Naydenov | Belarussisch                                                           | Bis zum Morgengrauen      |
| 14              | Finnland               | Aksel                            | Looking Back M/T: Joonas Angeria, Whitney Phillips, Connor McDonough, Riley McDonough, Toby McDonough | Englisch                                                               | Zurückschauen             |
| 15              | Nordmazedonien         | Vasil Васил                      | YOU M: Nevena Neskoska; T: Nevena Neskoska, Kalina Neskoska, Alice Schroeder | Englisch                                                               | Du                        |
| 16              | Schweiz                | Gjon’s Tears                     | Répondez-moi M/T: Gjon Muharremaj, Xavier Michel, Alizé Oswald, Jeroen Swinnen | Französisch                                                            | Antwortet mir             |
| 17              | Serbien                | Hurricane                        | Hasta la vista M: Nemanja Antonić; T: Kosana Stojić, Sanja Vučić | Serbisch, Spanisch, Englisch                                           | Bis später                |
| Drittes Segment |                        |                                  | |                                                                        |                           |
| 18              | Spanien                | Blas Cantó                       | Universo M: Blas Cantó, Dan Hammond, Ash Hicklin, Mikolaj Trybulec, Dangelo Ortega; T: Blas Cantó, Dan Hammond                                                                                             | Spanisch                                                               | Universum                 |
| 19              | Albanien               | Arilena Ara                      | Fall from the Sky M: Darko Dimitrov, Lazar Cvetkovski; T: Michael Blue, Robert Stevenson, Sam Schummer | Englisch                                                               | Vom Himmel fallen         |
| 20              | Irland                 | Lesley Roy                       | Story of My Life M: Lesley Roy, Robert Marvin, Catt Gravitt, Tom Shapiro; T: Lesley Roy, Catt Gravitt, Tom Shapiro                                                                                         | Englisch                                                               | Geschichte meines Lebens  |
| 21              | Slowenien              | Ana Soklič                       | Voda M: Ana Soklič, Bojan Simončič, Žiga Pirnat; T: Ana Soklič | Slowenisch                                                             | Wasser                    |
| 22              | Österreich             | Vincent Bueno                    | Alive M: Vincent Bueno, David „Davey“ Yang, Felix van Göns, Artur Aigner; T: Vincent Bueno | Englisch                                                               | Lebendig                  |
| 23              | Bulgarien              | Victoria Виктория                | Tears Getting Sober M: Victoria Georgiewa, Borislaw Milanow, Lukas Oscar Janisch, Cornelia Wiebols; T: Victoria Georgiewa, Borislaw Milanow, Lukas Oscar Janisch                                           | Englisch                                                               | Tränen werden nüchtern    |
| 24              | San Marino             | Senhit                           | Freaky! M/T: Gianluigi Fazio, Henrik Steen Hansen, Nanna Bottos | Englisch                                                               | Ausgeflippt!              |
| 25              | Island                 | Daði og Gagnamagnið              | Think About Things M/T: Daði Freyr | Englisch                                                               | Über Dinge nachdenken     |
| Viertes Segment |                        |                                  | |                                                                        |                           |
| 26              | Griechenland           | Stefania Στεφανία                | SUPERG!RL M: Dimitris Kontopoulos, Arcade; T: Dimitris Kontopoulos, Arcade, Sharon Vaughn | Englisch                                                               | –                         |
| 27              | Tschechien             | Benny Cristo                     | Kemama M: Osama Hussain, Rudy Ray, Filip Zangi; T: Ben Cristovao, Charles Sarpong | Englisch                                                               | Okay, Mama                |
| 28              | Polen                  | Alicja                           | Empires M/T: Patryk Kumór, Dominic Buczkowski-Wojtaszek, Laurell Barker, Frazer Mac | Englisch                                                               | Weltreiche                |
| 29              | Moldau                 | Natalia Gordienko                | Prison M: Dimitris Kontopoulos, Phillip Kirkorow; T: Sharon Vaughn | Englisch                                                               | Gefängnis                 |
| 30              | Zypern                 | Sandro Σάντρο                    | Running M: Alfie Arcuri, Sebastian Rickards, Octavian Rasinariu, Sandro, Teo DK; T: Alfie Arcuri, Sebastian Rickards, Octavian Rasinariu, Sandro                                                           | Englisch                                                               | Rennen                    |
| 31              | Rumänien               | Roxen                            | Alcohol You M: Ionuț Armaș, Viky Red; T: Ionuț Armaș, Breyan Isaac | Englisch                                                               | Ich rufe dich an          |
| 32              | Kroatien               | Damir Kedžo                      | Divlji vjetre M/T: Ante Pecotić | Kroatisch                                                              | Wilder Wind               |
| 33              | Deutschland            | Ben Dolic                        | Violent Thing M: Borislaw Milanow, Peter St. James, Dag Lundberg, Jimmy Thorén, Connor Martin; T: Borislaw Milanow, Peter St. James, Dag Lundberg                                                          | Englisch                                                               | Brutales Ding             |
| Fünftes Segment |                        |                                  | |                                                                        |                           |
| 34              | Malta                  | Destiny                          | All of My Love M: Bernarda Brunovic, Borislaw Milanow, Sebastian Arman, Dag Lundberg, Joacim Persson, Cesar Sampson; T: Bernarda Brunovic, Borislaw Milanow, Sebastian Arman, Dag Lundberg, Joacim Persson | Englisch                                                               | All meine Liebe           |
| 35              | Estland                | Uku Suviste                      | What Love Is M: Uku Suviste; T: Sharon Vaughn | Englisch                                                               | Was Liebe ist             |
| 36              | Australien             | Montaigne                        | Don’t Break Me M/T: Montaigne, Anthony Egizii, David Musumeci | Englisch                                                               | Mach mich nicht kaputt    |
| 37              | Ukraine                | Go_A                             | Solovey Соловей M: Taras Schewtschenko, Kateryna Pawlenko; T: Kateryna Pawlenko | Ukrainisch                                                             | Nachtigall                |
| 38              | Dänemark               | Ben & Tan                        | YES M/T: Emil Adler Lei, Jimmy Jansson, Linnea Deb | Englisch                                                               | Ja                        |
| 39              | Italien                | Diodato                          | Fai rumore M: Antonio Diodato, Edwyn Roberts; T: Antonio Diodato | Italienisch                                                            | Du bist laut              |
| 40              | Armenien               | Athena Manoukian Աթենա Մանուկեան | Chains on You M: Athena Manoukian, DJ Paco; T: Athena Manoukian | Englisch                                                               | Ketten an dir             |
| 41              | Niederlande            | Jeangu Macrooy                   | Grow M: Jeangu Macrooy, Perquisite; T: Jeangu Macrooy | Englisch                                                               | Wachsen                   |

### Europe Shine A Landmark
Bei der Aktion Europe Shine A Landmark wurden verschiedene Sehenswürdigkeiten in 38 von den 41 teilnehmenden Ländern beleuchtet. Lediglich Finnland, Moldau und Tschechien hatten keine Sehenswürdigkeit angeleuchtet. Auch ehemalige Austragungsorte des Eurovision Song Contests waren dabei. Die Sehenswürdigkeiten wurden während des Liedes Love Shine a Light angeleuchtet, das vom Rotterdams Philharmonisch Orkest im Instrumental interpretiert wurde.
| Startnr. | Land                   | Sehenswürdigkeit                                 | Ort        | Anmerkung                                                                        |
| -------- | ---------------------- | ------------------------------------------------ | ---------- | -------------------------------------------------------------------------------- |
| 01       | Ukraine                | Fernsehzentrum                                   | Kiew       | –                                                                                |
| 02       | Griechenland           | Akropolis                                        | Athen      | –                                                                                |
| 03       | Bulgarien              | Nationaltheater „Iwan Wasow“                     | Sofia      | –                                                                                |
| 04       | Irland                 | Rock of Cashel                                   | Cashel     | –                                                                                |
| 05       | Dänemark               | Kleine Meerjungfrau                              | Kopenhagen | –                                                                                |
| 06       | Portugal               | Torre de Belém                                   | Lissabon   | –                                                                                |
| 07       | Nordmazedonien         | Archäologisches Museum von Nordmazedonien        | Skopje     | –                                                                                |
| 08       | Aserbaidschan          | Bakı Kristal Zalı                                | Baku       | Austragungsort des Eurovision Song Contest 2012                                  |
| 09       | Australien             | Sydney Opera House                               | Sydney     | –                                                                                |
| 10       | Litauen                | Litauisches Nationaltheater für Oper und Ballett | Vilnius    | –                                                                                |
| 11       | Island                 | Konzerthaus Harpa                                | Reykjavík  | –                                                                                |
| 12       | Italien                | Kapitolsplatz                                    | Rom        | –                                                                                |
| 13       | Belgien                | Atomium                                          | Brüssel    | –                                                                                |
| 14       | Norwegen               | Opernhaus Oslo                                   | Oslo       | –                                                                                |
| 15       | Albanien               | Skanderbeg-Denkmal                               | Tirana     | –                                                                                |
| 16       | Malta                  | Esplora Interactive Science Centre               | Kalkara    | –                                                                                |
| 17       | Serbien                | Stari dvor                                       | Belgrad    | –                                                                                |
| 18       | Lettland               | Lettische Nationalbibliothek                     | Riga       | –                                                                                |
| 19       | Vereinigtes Königreich | London Eye                                       | London     | –                                                                                |
| 20       | Zypern                 | Präsidentenpalast                                | Nikosia    | –                                                                                |
| 21       | Spanien                | Teatro Real                                      | Madrid     | Austragungsort des Eurovision Song Contest 1969                                  |
| 22       | Kroatien               | Kroatisches Nationaltheater                      | Zagreb     | –                                                                                |
| 23       | Österreich             | Wiener Riesenrad                                 | Wien       | –                                                                                |
| 24       | San Marino             | Palazzo Pubblico                                 | San Marino | –                                                                                |
| 25       | Frankreich             | Eiffelturm                                       | Paris      | –                                                                                |
| 26       | Russland               | Basilius-Kathedrale                              | Moskau     | –                                                                                |
| 27       | Schweden               | Ericsson Globe                                   | Stockholm  | Austragungsort des Eurovision Song Contest 2000 und Eurovision Song Contest 2016 |
| 28       | Polen                  | Warschauer Königsschloss                         | Warschau   | –                                                                                |
| 29       | Slowenien              | Laibacher Schloss                                | Ljubljana  | –                                                                                |
| 30       | Israel                 | Davidsturm                                       | Jerusalem  | –                                                                                |
| 31       | Schweiz                | Matterhorn                                       | Zermatt    | –                                                                                |
| 32       | Rumänien               | Piața Unirii                                     | Bukarest   | –                                                                                |
| 33       | Armenien               | Fernsehturm Jerewan                              | Jerewan    | –                                                                                |
| 34       | Deutschland            | Elbphilharmonie                                  | Hamburg    | –                                                                                |
| 35       | Belarus                | Nationalbibliothek von Belarus                   | Minsk      | –                                                                                |
| 36       | Estland                | Sängerfestplatz                                  | Tallinn    | –                                                                                |
| 37       | Georgien               | Friedensbrücke                                   | Tiflis     | –                                                                                |
| 38       | Niederlande            | Erasmusbrücke                                    | Rotterdam  | –                                                                                |

### Videobotschaften
Insgesamt 15 kurze Videobotschaften verschiedener ehemaliger Song-Contest-Teilnehmer, Kommentatoren und einer Junior-Eurovision-Song-Contest-Siegerin wurden in der Sendung gezeigt. Folgende Personen schickten dabei eine Videobotschaft:
| Startnr. | Land                   | Person           | Anmerkung                                                                                   |
| -------- | ---------------------- | ---------------- | ------------------------------------------------------------------------------------------- |
| 01       | Polen                  | Viki Gabor       | Gewinnerin des Junior Eurovision Song Contest 2019                                          |
| 02       | Norwegen               | Alexander Rybak  | Gewinner des Eurovision Song Contest 2009 und Teilnehmer Eurovision Song Contest 2018       |
| 03       | Niederlande            | Lenny Kuhr       | Gewinnerin des Eurovision Song Contest 1969                                                 |
| 04       | Belgien                | Sandra Kim       | Gewinnerin des Eurovision Song Contest 1986                                                 |
| 05       | Luxemburg              | Anne-Marie David | Gewinnerin des Eurovision Song Contest 1973 und französische Teilnehmerin 1979              |
| 06       | Irland                 | Niamh Kavanagh   | Gewinnerin des Eurovision Song Contest 1993 und Teilnehmerin 2010                           |
| 07       | Niederlande            | Getty Kaspers    | Gewinnerin des Eurovision Song Contest 1975 als Teil der Band Teach-In                      |
| 08       | Aserbaidschan          | Ell & Nikki      | Gewinner des Eurovision Song Contest 2011                                                   |
| 09       | Russland               | Sergey Lasarew   | Teilnehmer des Eurovision Song Contest 2016 und 2019                                        |
| 10       | Irland                 | Dana             | Gewinnerin des Eurovision Song Contest 1970                                                 |
| 11       | Griechenland           | Elena Paparizou  | Gewinnerin des Eurovision Song Contest 2005 und Teilnehmerin 2001 als Teil der Band Antique |
| 12       | Schweden               | Carola           | Gewinnerin des Eurovision Song Contest 1991 und Teilnehmerin 1982 sowie 2005                |
| 13       | Österreich             | Conchita Wurst   | Gewinnerin des Eurovision Song Contest 2014 und Green-Room Moderatorin 2015                 |
| 14       | Schweden               | Björn Ulvaeus    | Gewinner des Eurovision Song Contest 1974 als Teil der Band ABBA                            |
| 15       | Vereinigtes Königreich | Graham Norton    | Britischer Kommentator seit 2009 beim Eurovision Song Contest                               |

## Übertragung

Länder, die 2020 teilnehmen sollten und die Sendung übertragen
Länder, die 2020 nicht teilgenommen hätten, die Sendung aber trotzdem übertragen
Länder, die in der Vergangenheit teilgenommen haben und auch die Sendung 2020 nicht übertragen werden

Die Show fand am 16. Mai 2020 um 21:00 Uhr (MESZ) statt.
Am 16. April 2020 hatte die EBU angekündigt, dass insgesamt 46 Rundfunkanstalten aus 45 Ländern die Fernsehsendung übertragen würden. Alle 41 Teilnehmerländer, die 2020 angetreten wären, strahlten die Sendung im Fernsehen aus. Zuerst wollte das Vereinigte Königreich die Sendung lediglich online zeigen, entschied sich am 1. Mai 2020 aber dafür, die Sendung doch live auf BBC One zu präsentieren. Ebenfalls strahlten die ehemaligen Song-Contest-Teilnehmerländer Bosnien und Herzegowina und Montenegro die Sendung aus. Darüber hinaus übertrugen der Kosovo und Kasachstan die Sendung.
Einige Länder verbreiteten die Sendung auch im Radio und auf der Internetseite ihrer Sender. Ebenso wurde die Sendung live auf dem offiziellen YouTube-Kanal des Eurovision Song Contests übertragen.

### Deutschsprachige Länder

#### Deutschland
In Deutschland wurde die Sendung am 16. Mai 2020 mit eineinviertel Stunde Verzögerung zur Live-Sendung um 22:15 Uhr auf Das Erste ausgestrahlt. Kommentiert wurde die Sendung von Peter Urban und Michael Schulte.
Vor der Sendung fand ebenfalls die Sendung Eurovision Song Contest 2020 – das deutsche Finale live aus der Elbphilharmonie in Hamburg statt, die von Barbara Schöneberger moderiert wurde.
| Datum        | Sendung                          | Uhrzeit   | Fernsehsender | Kommentar                     | Zuschauer | Zuschauer       | Marktanteil | Marktanteil     |
| Datum        | Sendung                          | Uhrzeit   | Fernsehsender | Kommentar                     | Gesamt    | 14 bis 49 Jahre | Gesamt      | 14 bis 49 Jahre |
| ------------ | -------------------------------- | --------- | ------------- | ----------------------------- | --------- | --------------- | ----------- | --------------- |
| 16. Mai 2020 | Eurovision: Europe Shine a Light | 22:15 Uhr |               | Peter Urban & Michael Schulte | 1,64 Mio. | 0,64 Mio.       | 7,6 %       | 9,0 %           |

#### Österreich
Der ORF übertrug die Sendung auf ORF 1.
| Datum        | Sendung                          | Uhrzeit   | Fernsehsender | Kommentar  | Zuschauer | Zuschauer       | Marktanteil | Marktanteil     |
| Datum        | Sendung                          | Uhrzeit   | Fernsehsender | Kommentar  | Gesamt    | 14 bis 49 Jahre | Gesamt      | 14 bis 49 Jahre |
| ------------ | -------------------------------- | --------- | ------------- | ---------- | --------- | --------------- | ----------- | --------------- |
| 16. Mai 2020 | Eurovision: Europe Shine a Light | 21:00 Uhr |               | Andi Knoll |           |                 |             |                 |

#### Schweiz
Im deutschsprachigen Teil der Schweiz wurde die Sendung mit Kommentar von Sven Epiney auf SRF 1 übertragen. Im französischsprachigen Teil der Schweiz wurde die Sendung auf RTS un übertragen. Im italienischsprachigen Teil der Schweiz wurde die Sendung auf RSI LA 2 übertragen.
| Datum        | Sendung                          | Uhrzeit   | Fernsehsender | Kommentar                                       | Sprache     | Zuschauer | Zuschauer       | Marktanteil | Marktanteil     |
| Datum        | Sendung                          | Uhrzeit   | Fernsehsender | Kommentar                                       | Sprache     | Gesamt    | 15 bis 59 Jahre | Gesamt      | 15 bis 59 Jahre |
| ------------ | -------------------------------- | --------- | ------------- | ----------------------------------------------- | ----------- | --------- | --------------- | ----------- | --------------- |
| 16. Mai 2020 | Eurovision: Europe Shine a Light | 21:00 Uhr |               | Kommentar: Sven Epiney                          | Deutsch     |           |                 |             |                 |
| 16. Mai 2020 | Eurosong: Europe Shine a Light   | 21:00 Uhr |               | Kommentar: Yoann Provenzano & Jean-Marc Richard | Französisch |           |                 |             |                 |
| 16. Mai 2020 | Europe Shine a Light             | 21:00 Uhr |               | Kommentar: Clarissa Tami & Sebalter             | Italienisch |           |                 |             |                 |

### Andere Länder

#### Fernsehübertragung
| Land                    | Rundfunkanstalt | Sender                   | Kommentar                         |
| ----------------------- | --------------- | ------------------------ | --------------------------------- |
| Albanien                | RTSH            | RTSH 1, RTSH Muzikë      |                                   |
| Armenien                | ARMTV           |                          |                                   |
| Aserbaidschan           | Ictimai TV      | İTV                      |                                   |
| Australien              | SBS             | SBS, SBS HD              |                                   |
| Belgien                 | RTBF            | La Une                   | Maureen Louys & Jean-Louis Lahaye |
| Belgien                 | VRT             | Eén                      | Peter Van de Veire                |
| Bosnien und Herzegowina | BHRT            | BHT 1                    |                                   |
| Bulgarien               | BNT             | BNT 1                    |                                   |
| Dänemark                | DR              | DR1                      |                                   |
| Estland                 | ERR             | ETV                      |                                   |
| Finnland                | YLE             | Yle TV2, Yle Areena      |                                   |
| Frankreich              | FT              | France 2                 | Stéphane Bern                     |
| Georgien                | GPB             |                          |                                   |
| Griechenland            | ERT             | ERT1                     | Maria Kozakou                     |
| Irland                  | RTÉ             | RTÉ One                  | Marty Whelan                      |
| Island                  | RÚV             | RÚV                      |                                   |
| Israel                  | IPBC/Kan        | Kan 11                   |                                   |
| Italien                 | Rai             | Rai 1, Rai 4             | Flavio Insinna & Federico Russo   |
| Kasachstan              | Khabar          | Kazakh TV                |                                   |
| Kosovo                  | RTK             |                          |                                   |
| Kroatien                | HRT             | HRT1                     |                                   |
| Lettland                | LTV             | LTV1                     | Toms Grēviņš                      |
| Litauen                 | LRT             | LRT televizija           | Ramūnas Zilnys                    |
| Malta                   | PBS             | TVM                      |                                   |
| Moldau                  | TRM             | Moldova 1                |                                   |
| Montenegro              | RTCG            |                          |                                   |
| Niederlande             | AVROTROS        | NPO 1                    | Cornald Maas                      |
| Nordmazedonien          | MRT             | MRT 1                    |                                   |
| Norwegen                | NRK             | NRK1                     |                                   |
| Polen                   | TVP             | TVP1                     | Artur Orzech                      |
| Portugal                | RTP             | RTP1, RTP Internacional  | Nuno Galopim                      |
| Rumänien                | TVR             | TVR 1, TVR Internațional | Bogdan Stănescu                   |
| Russland                | C1R             | C1R                      |                                   |
| San Marino              | SMRTV           | San Marino RTV           | Flavio Insinna & Federico Russo   |
| Serbien                 | RTS             | RTS 1                    | Silvana Grujić                    |
| Slowenien               | RTVSLO          | TV SLO 1                 | Andrej Hofer                      |
| Spanien                 | RTVE            | La 1, TVE Internacional  | Tony Aguilar & Eva Mora           |
| Schweden                | SVT             | SVT 1, SVT Play          |                                   |
| Tschechien              | ČT              | ČT1                      |                                   |
| Ukraine                 | UA:PBC          | UA:Perschyj              |                                   |
| Vereinigtes Königreich  | BBC             | BBC One                  | Graham Norton                     |
| Belarus                 | BTRC            | Belarus 1                |                                   |
| Zypern                  | CyBC            |                          |                                   |

#### Radioübertragung
| Land    | Rundfunkanstalt | Sender      | Kommentar                     |
| ------- | --------------- | ----------- | ----------------------------- |
| Italien | Rai             | Rai Radio 2 | Gino Castaldo & Ema Stokholma |

#### Internetübertragung
| Land                   | Rundfunkanstalt | Sender      | Kommentar                     |
| ---------------------- | --------------- | ----------- | ----------------------------- |
| Vereinigtes Königreich | BBC             | BBC iPlayer |                               |
| Italien                | Rai             | RaiPlay     | Gino Castaldo & Ema Stokholma |